# Vlag van IJsland
De vlag van IJsland is hemelblauw met een sneeuwwit kruis en een vuurrood kruis binnen dat witte kruis. Er zijn twee versies van de IJslandse vlag: een civiele vlag en een staatsvlag (Tjúgufáni). De civiele vlag toont het bekende rechthoekige ontwerp; de staatsvlag heeft net als bijvoorbeeld de Noorse en Deense staats- en oorlogsvlaggen een zwaluwstaart. Blauw herinnert aan de zee, wit aan het ijs en de sneeuw en de IJslandse geisers.

## Ontwerp

### Vorm en afmetingen
Zoals vermeld moet er onderscheid worden gemaakt in de civiele en de staatsvlag. De civiele vlag is rechthoekig, met een hoogte-breedteverhouding van 18:25. De staatsvlag is gebaseerd op de civiele vlag, maar met een zwaluwstaart. De civiele vlag wordt door burgers en niet-overheidsorganisaties gebruikt; de overheid gebruikt de staatsvlag. Ook de semi-militaire eenheden van het land gebruiken deze vlag. De hoogte-breedteverhouding van de staatsvlag is 18:37. Hetzelfde ontwerp heeft model gestaan voor een aantal IJslandse dienstvlaggen.
In de vlag komen drie kleuren voor: rood, wit en blauw. De eerstgenoemde kleuren vormen een Scandinavisch kruis, waarbij een rood kruis op een breder wit kruis is geplaatst. De armen van beide kruizen breiden zich tot de rand van de vlag uit.
De gecombineerde breedte van het witte en het rode kruis is in de civiele versie 4/25 van de totale breedte (2/9 van de hoogte), maar het rode kruis 1/25 van de breedte van de vlag (1/9 van de hoogte). De twee blauwe gebieden links van het kruis zijn vierkanten. De rechter blauwe oppervlakten zijn net zo hoog als de linker, maar tweemaal zo breed.

### Kleuren
In 1991 zijn de kleuren vastgelegd in het Standaardtextielkleurcodering (Dictionnaire Internationale de la Couleur). Daarbij zijn de kleuren als volgt bepaald:
- blauw ("hemelsblauw"): SCOTDIC nummer 693009;
- wit ("sneeuwwit"): SCOTDIC nummer 95;
- rood ("vuurrood"): SCOTDIC ICELAND FLAG RED;

Later werd voorgesteld om de kleuren in de meer bekende Pantone- en CMYK-codering te specificeren. Hoewel dit nooit officieel is aangenomen, kunnen de kleuren als volgt worden beschouwd:
| Codering | Blauw         | Wit | Rood       |
| -------- | ------------- | --- | ---------- |
| Pantone  | 287C          | Wit | 1795C      |
| CMYK     | 100-69-0-11.5 | Wit | 0-94-100-0 |

## Geschiedenis

### Historische vlaggen
In 1874 kreeg IJsland zelfbeschikking binnen het Deense koninkrijk. De eerste IJslandse vlag werd toen aangenomen; deze toont een vogel. In 1897 werd een nieuwe vlag aangenomen; deze bestond uit een wit Scandinavisch Kruis op een blauw vlak. Omdat deze te veel leek op de toenmalige vlag van Griekenland, is de vlag in 1915 vervangen door de huidige vlag.

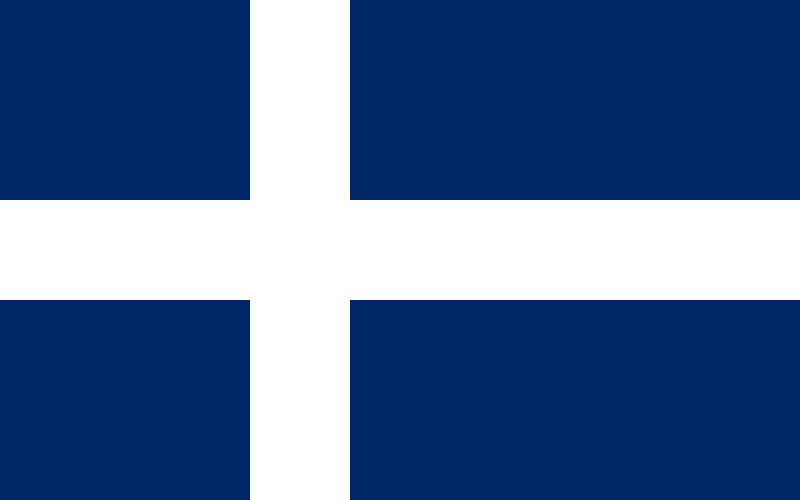
? Vlag van IJsland, 1897-1915
? Vlag van het Koninkrijk IJsland, 1918-1944 (ratio 18:25)

### Huidige vlag
De huidige vlag is sinds 1913 officieus in gebruik als nationaal symbool. De vlag werd echter pas officieel aangenomen op 19 juni 1915. De vlag is gebaseerd op de vlag van Denemarken en heeft de omgekeerde kleurstelling van de vlag van Noorwegen, een land waarmee IJsland van oudsher een sterke band heeft. De civiele vlag wordt sinds 1 december 1918 ook als handelsvlag op zee gevoerd.
In 1918 werd in een overeenkomst met Denemarken gesteld dat IJsland een volledig soevereine staat werd, verbonden met Denemarken onder dezelfde koning. Op 17 juni 1944, toen Denemarken door Duitsland bezet was en IJsland door het Verenigd Koninkrijk, werd IJsland na een referendum een onafhankelijke republiek. Gedurende het bestaan van het Koninkrijk IJsland (1918-1944) was de kleur van de civiele vlag omschreven als ultramarijn, een lichtere kleur dan de huidige vlag.

## Vlaginstructie

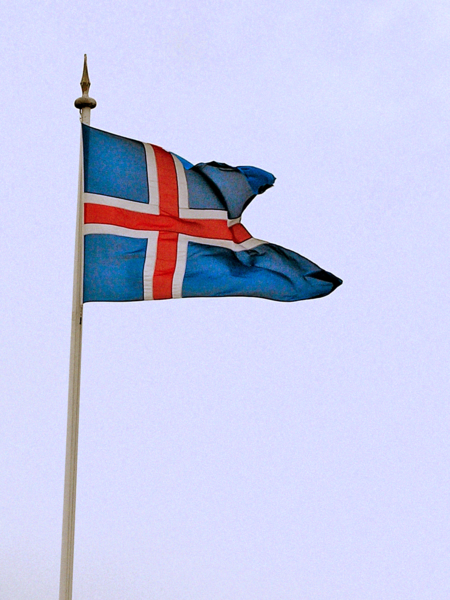
Wapperende Tjúgufáni

Volgens wet nummer 5 van 23 januari 1991 moeten alle overheidsgebouwen op de volgende dagen de vlag hijsen:
- de verjaardag van de president van IJsland;
- Nieuwjaarsdag;
- Goede Vrijdag (halfstok);
- Pasen;
- Eerste dag van de zomer;
- 1 mei (Dag van de Arbeid);
- Pinksteren;
- Zeevaardersdag;
- 17 juni (de dag dat IJsland in 1944 een republiek werd);
- 1 december (Fullveldisdagur Islendinga, "Soevereiniteitsdag");
- Kerstmis.

De premier kan jaarlijks besluiten om deze lijst uit te breiden.

## Trivia
Omdat IJsland geen strijdmachten heeft (de Verenigde Staten staan garant voor de verdediging van het land) heeft het land geen oorlogsvlag.